# Zeitschrift für Agrar- und Wasserrecht
Die Zeitschrift für Agrar- und Wasserrecht wurde seit 1921 vom Preußischen Ministerium für Landwirtschaft, Domänen und Forsten herausgegeben. Mit der Zusammenlegung der Ministerien war seit 1935 das Reichsministerium für Ernährung und Landwirtschaft Herausgeber.
Sie war zugleich Organ für die Veröffentlichung der Entscheidungen des Preußischen Oberverwaltungsgerichts (PrOVG) auf dem Gebiet des gesamten Wasserrechts und des Fischereirechts.
Die Zeitschrift erschien bis 1944.